# Maurice Davesne
Pour les articles homonymes, voir Davesne.
Maurice Davesne, né le 15 juillet 1929 à Beauvais (Oise) et mort le 17 décembre 2018 à Saint-Gratien (Val-d'Oise), est un dirigeant sportif français.
Il est président de la Fédération sportive et culturelle de France de 1984 à 1988.

## Biographie
Maurice Davesne est le second d'une fratrie de 8 enfants (6 garçons et 2 filles). De 1935 à 1941 il effectue sa scolarité à l'école primaire Saint-Paul de Sannois (Val-d'Oise) puis, de 1941 à 1948, au collège Notre-Dame-de-Grandchamp (petit séminaire) de Versailles. Il entre ensuite à l'École des travaux publics de Paris. De 1950 jusqu'à sa retraite en 1991, il est cadre de diverses entreprises de travaux publics. Marié en 1953 il est père de 5 enfants.

### Le scoutisme
Entré aux louveteaux à 11 ans en octobre 1940, il effectue sa promesse d'éclaireur en 1943, est chef de troupe en 1951, chef de groupe puis commissaire de district en 1953. Engagé pendant 25 ans dans le scoutisme, il participe dès 1954 à l'organisation du pèlerinage inter-diocésain des jeunes et, au début des années 1960, en qualité de membre du « Cadre Vert » — structure de soutien des Scouts de France lancée par Michel Menu en 1955 — il lui revient de gérer les engagements idéologiques conflictuels des troupes du secteur d’Argenteuil, eu égard au conflit algérien ; il quitte le mouvement scout en 1966.

### LaFSCF
Maurice Davesne participe dès 1955 aux premiers pas de la Jeunesse athlétique de Sannois où il est successivement responsable technique puis administratif des sections de gymnastique. La réforme territoriale de la région Île-de-France l'engage alors dans les structures régionales. En 1972, il entre au comité directeur de la nouvelle Union départementale du Val-d'Oise de la Fédération sportive et culturelle de France (FSCF) et, en 1975, il rejoint le comité directeur de la ligue FSCF d'Île-de-France nouvellement créée dans un contexte francilien perturbé et conflictuel.
Élu au comité fédéral en 1978, il y coordonne les commissions de gymnastique puis il accepte d'assumer la succession de Jacques Gautheron à la présidence de la FSCF en 1984, précisant qu'il se limitera à un unique mandat. Cadre d’entreprise en travaux publics, il dirige, de 1985 à 1986, les travaux de réfection du nouveau siège fédéral, situé à Paris, au 22 rue Oberkampf. Sous sa présidence, les activités fédérales se diversifient et s'enrichissent de la gymnastique rythmique et sportive (GRS) qui se détachent de la commission de gymnastique féminine au sein de laquelle elles se sont développées pour devenir des disciplines autonomes.
Outre le réaménagement du nouveau siège fédéral, son mandat est marqué par les festivités du 90e anniversaire de la FSCF qu'il a initiées avant même son élection. Celles-ci commencent les 11 et 12 mars 1987 par le premier colloque scientifique, consacré à la FSCF sous la direction de Gérard Cholvy, intitulé Le patro : ghetto ou vivier ?  et se poursuivent le 27 novembre 1987 par une messe fédérale à la cathédrale Notre-Dame de Paris accompagnée par les meilleures fanfares fédérales. Le 24 juillet 1988, pour les 90 ans de la fédération, Maurice Davesne accueille, à Saint-Jacques-de-Compostelle, les 99 pèlerins fédéraux, opération qu'il a préparée pendant cinq ans avec son vice-président Michel Rocolle,. Le congrès qui suit au mois de novembre est l'occasion de son départ. Il prend alors la présidence de l'Union départementale FSCF du Val-d'Oise.
Une crise fédérale s'ensuit, le successeur prévu par le comité directeur étant invalidé par l'assemblée générale. Pour sortir de cette crise Max Éraud accepte d'être candidat « mais en aucun cas pour les 4 ans de la durée du mandat présidentiel »,.

### Autres responsabilités et engagements
Outre ses engagements et fonctions dans le scoutisme et à la FSCF, Maurice Davesne a assumé de nombreuses responsabilités dans le domaine associatif catholique. Engagé dans l'Action catholique des milieux indépendants (ACI) il participe activement en 1966 à la mise en œuvre du nouveau diocèse de Pontoise. Membre du comité national de l'enseignement catholique de 1980 à 1984, il participe au débat national sur l'école libre et à la clôture des travaux. Au niveau local, il est membre du comité de parents d'élèves du collège Notre-Dame de Bury de 1972 à 1982 où il assure la trésorerie pendant 4 ans ; administrateur de la société civile immobilière propriétaire des locaux il y représente l'ordre des Pères maristes de 1974 à 1990.
Adjoint aux prêtres directeurs des colonies de vacances il en est moniteur-chef de 1957 à 1961. Membre du conseil paroissial de 1974 à 1982 puis de 1988 à 1992 et de 2002 à 2012, animateur des équipes liturgiques de 1975 à 1990 et de 2001 à 2007, il est membre de l'association immobilière de la paroisse de Sannois pendant plus de 20 ans. Il y assure également l'aumônerie des établissements publics dans les années 1990. Il est encore membre de l'équipe de catéchèse des élèves de 4e du collège Notre-Dame de Sannois de 2007 à 2012.
Selon l'Équipe Magazine du 2 février 1985 il est un des cent personnages les plus importants du sport français.

## Hommages et distinctions
- Médaille de la jeunesse, des sports et de l'engagement associatif, or (1987) ;
- Chevalier de l'ordre de Saint-Sylvestre.

Maurice Davesne reçoit la médaille d’or de la jeunesse et des sports en 1987 qui lui est remise par M. Christian Bergelin, ministre de la jeunesse et des sports. Le 31 mai 2013, il est nommé chevalier de l'ordre de Saint-Sylvestre dont la médaille lui est remise, au nom du Pape, le 14 décembre 2013 par Stanislas Lalanne, évêque de Pontoise.
Le 20 juin 2019, la municipalité de Sannois a donné son nom à une rue de la ville.